# Rio São João (bacia do rio Pará)
O rio São João é um curso de água do estado de Minas Gerais, no Brasil. Tem sua nascente localizada em Campo dos Gentios, no município de Itaguara, próxima aos limites entre os municípios de Rio Manso e Crucilândia e deságua no  Rio Pará, em Velho da Taipa, município de Pitangui, sendo subafluente do rio São Francisco.
A sub-bacia do Rio São João faz parte da Bacia do Rio Pará, localizada na Bacia do Alto São Francisco, com área de 1.171 quilômetros quadrados e abrange territórios de onze municípios mineiros:
- Itaguara,
- Itatiaiuçu,
- Carmo do Cajuru,
- Itaúna,
- Mateus Leme,
- São Gonçalo do Pará,
- Igaratinga,
- Conceição do Pará,
- Pará de Minas,
- Onça de Pitangui,
- Pitangui.

A sub-bacia localiza-se em área de transição entre o Cerrado e a Mata Atlântica. As cabeceiras da sub-bacia do Rio São João são o local onde ocorre a maior precipitação mensal média em toda a Bacia do Rio Pará.

## Principais afluentes
Os principais afluentes do rio São João estão listados abaixo, no sentido da cabeceira até a foz, separados por margem.
- Margem direita:
  - Corrego dos Clementinos, em Itatiaiuçu;
  - Córrego Retiro dos Pintos, em Itatiaiuçu;
  - Córrego Fundão, em Itaúna;
  - Ribeirão Calambau, em Itaúna;
  - Ribeirão Campo Redondo, em Itaúna;
  - Córrego do Sítio, em Itaúna e Igaratinga;
  - Córrego dos Mateus, em Igaratinga;
  - Córrego do Cedro, em Igaratinga;
  - Córrego Ponte Caída, em Igaratinga;
  - Ribeirão Areias, em Igaratinga e Pará de Minas;
  - Córrego Ponte Alta, em Pará de Minas;
  - Ribeirão da Paciência, em Pará de Minas e Onça de Pitangui;
  - Ribeirão da Onça, em Onça de Pitangui;
  - Córrego Engenho, em Pitangui;
- Margem esquerda:
  - Córrego Gentil, em Itaguara;
  - Córrego das Paineiras, em Itaguara;
  - Ribeirão Jacuba, em Itatiaiuçu;
  - Córrego do Soldado, em Itaúna;
  - Ribeirão dos Campos ou dos Lopes, em Itaúna;
  - Ribeirão dos Coelhos ou dos Machados, em Carmo do Cajuru e Itaúna;
  - Ribeirão Pedra Negra, em Igaratinga;
  - Córrego Campo Alegre, em São Gonçalo do Pará;
  - Córrego Barro Preto, em Igaratinga;
  - Córrego Buriti, em Igaratinga;
  - Córrego Palmital, em Conceição do Pará.

## Uso da água
O Plano Diretor da Bacia Hidrográfica do Rio Pará demonstra que a sub-bacia do Rio São João destaca-se pela maior vazão de captação tanto de águas superficiais quanto de águas subterrâneas, em comparação às outras sub-bacias da Bacia do Rio Pará. A maior parte da vazão captada é utilizada na agroindústria. Em 2016, a vazão de captação da sub-bacia do São João foi de 8.273,51 m³ por dia, enquanto a vazão de captação total na Bacia do Pará foi de 15.672,18 m³ por dia.

## Redução da vazão ao longo dos anos
A vazão média do rio São João tem diminuído nas últimas décadas. Segundo RODRIGUES (1979) a vazão média do Rio São João diminuiu em 60% em oito anos, de 12,5 m³/s para 5,0 m³/s. Em estudo de dissertação de mestrado de REGO, 2013, a vazão mínima com sete dias de duração associada a um período de retorno de dez anos (Q7,10), medida num ponto no rio dentro da área urbana do município de Itaúna relacionado a uma área de drenagem de 338 km², foi de 1,83 m³/s. O mesmo estudo verificou que a vazão Q7,10 em outro ponto a jusante em Jaguaruna, nos limites entre os municípios de Onça de Pitangui e Conceição do Pará, relacionado a uma área de drenagem de 1560 km² foi de 3,98 m³/s.

## Qualidade da Água
A qualidade das águas da sub-bacia do São João varia ao longo do curso do rio e em função do tempo e dos índices pluviométricos. Segundo estudos do Instituto Mineiro de Gestão das Águas (IGAM), na localidade de São João, próxima à nascente do rio, o índice de qualidade das águas observado em 2008 foi bom em três das quatro amostragens anuais. Em outro ponto do rio, a jusante da cidade de Itaúna, a ocorrência de substâncias tóxicas foi revelada alta. Isso se deve ao fato dos efluentes líquidos residenciais e industriais da cidade serem lançados no rio sem passar por estação de tratamento de esgoto. Atualmente, a Prefeitura Municipal de Itaúna está trabalhando na instalação de uma ETE na região do Distrito Industrial do município. Em Pará de Minas, grande parte dos efluentes líquidos industriais e residenciais não são tratados e são lançados no Ribeirão da Paciência, afluente do São João, que reduz a concentração de oxigênio dissolvido deste.

## Potencial Hidrelétrico
O rio São João, cuja cabeceira localiza-se em altitude aproximada de 1140 metros, percorre mais de 140 quilômetros até a foz no rio Pará, que se localiza  em altitude aproximada de 640 metros em relação ao nível do mar. Embora não seja caudaloso, tem seu potencial hidrelétrico aproveitado em cinco barragens para geração de energia elétrica construídas ao longo de seu curso.

### Barragens do rio São João
- Usina Hidrelétrica Coronel Jove Soares Nogueira (Barragem do Benfica), instalada em Itaúna, com capacidade nominal de geração de 0,80 MW.[11]
- Usina Hidrelétrica Dr. Augusto Gonçalves, instalada em Itaúna, com capacidade nominal de geração de 1,648 MW. Esta barragem, além de gerar energia, serve para fornecimento de água para consumo da cidade de Itaúna.[12][13]
- Usina Hidrelétrica João de Cerqueira Lima (Caixão), instalada em Itaúna, com capacidade nominal de geração de 1,152 MW.[12]
- PCH dos Britos, instalada em Igaratinga, com capacidade nominal de geração de 0,68 MW.[14]
- Carioca, instalada em Pará de Minas, com capacidade nominal de geração de 1,6 MW.[15]